# Yoshiyuki Kono
Pour les articles homonymes, voir Yoshiyuki Kōno.
Yoshiyuki Kono (幸野 善之, Kono Yoshiyuki), né un 21 mai à Tokyo, est un seiyū japonais. Il est connu pour avoir doublé Yakon dans Dragon Ball Z.

## Biographie
Né à Tokyo, Yoshiyuki Kono est diplômé de l'université des arts d'Osaka et de l'école Aonijuku (ja) de Tokyo,. Il commence sa carrière par de petits rôles dans Sailor Moon, puis dans les jeux Dynasty Warriors.

## Rôles
Sauf indication contraire, les informations mentionnées dans cette section peuvent être confirmées par la base de données cinématographiques IMDb,  présente dans la section « Liens externes ».

### Séries d'animation
- 1994 - 1996 : Dragon Ball Z : Yakon
- 1996 - 1997 : Dragon Ball GT : Subordonné (crédité comme Yoshiyuki Yukino)
- 2006 : Code Geass : Gilbert Guilford
- 2014 : Dragon Ball Z Kai : Yakon

### Films d'animation
- 1994 :  Dragon Ball Z : Rivaux dangereux : Villageois
- 1994 : Dragon Ball Z : Attaque Super Warrior ! : Scientifique
- 1995 : Dragon Ball Z : L'Attaque du dragon  : Journaliste
- 1997 : Dragon Ball GT : Cent Ans après : Homme de main

### Jeux vidéo
- 2007 : Dragon Ball Z: Budokai Tenkaichi 2 : Yakon (crédité comme Yoshiyuki Yukino)
- 2007 : Dragon Ball Z: Budokai Tenkaichi 3 : Yakon (crédité comme Yoshiyuki Yukino)
- 2020 : Dragon Ball Z: Kakarot : Yakon